# دلیبال
دِلیبال (به ترکی استانبولی: Delibal) (به فارسی: زهر عسل یا زهر شیرین) فیلمی محصول کشور ترکیه است. در ژانر درام، عاشقانه به کارگردانی علی بیلگین و نویسندگی سیاه کالم است. در این فیلم بازیگرانی همچون چاغاتای اولوسوی، لیلا توغوتلو و نازان کسال به ایفای نقش پرداخته‌اند. چاغاتای اولوسوی برای اینکه مناسب ایفای نقش شخصیت این داستان باشد ۷.۵ پوند وزن کم کرد و به کلاس‌های خصوصی موسیقی رفت. این فیلم در ۲۵ دسامبر ۲۰۱۵ توسط شرکت آی‌یاپیم در کشور ترکیه، در ۳۰ دسامبر ۲۰۱۵ در کشور فرانسه، در ۳۱ دسامبر ۲۰۱۵ در کشور آلمان، در ۳۱ دسامبر ۲۰۱۵ در کشور دانمارک و در ۷ ژانویه ۲۰۱۵ در کشور آذربایجان اکران شد.

## خلاصۀ داستان
داستان با باریش  که جوانی فعال، با استعداد و باهوش که از خانواده‌ای ثروتمند است شروع می‌شود. او عاشق دختری به نام افسون می‌شود که در کافه‌ای در شهر کاراکوی کار می‌کند. برای اولین بار که باریش، افسون را می‌بیند به این نتیجه می‌رسد که عشق زندگی‌اش را پیدا کرده است. او همچنین متوجه می‌شود که افسون هم در دانشگاه بیلجی تحصیل می‌کند. باریش به هر طریقی سعی می‌کند تا توجه او را جلب کند. درحالی‌که، اولویت‌های افسون در زندگی کاملاً با باریش فرق می‌کند. او دانشجوی بورسیه است از خانواده‌ای متوسط، که از قبل برای آینده‌اش برنامه‌ریزی کرده است. او می‌خواهد که با رتبه ممتاز فارغ تحصیل شود و تا مقطع دکتری ادامه تحصیل دهد.
باریش درامر یک گروه موسیقی است که در اوقات فراغت خود در یک دیسکو جاز می‌زند. درحالی‌که، افسون ترجیح می‌دهد که در یک مرکز فرهنگی زبان انگلیسی تدریس کند. برخلاف دیگر هم‌سن سالانش، به خوش‌گذرانی اهمیتی نمی‌دهد و شاید به همین دلیل برای مدت طولانی در برابر باریش مقاومت می‌کند. اما افسون بالاخره نتوانست در برابر رفتار‌های زیبا و دل‌نشین و شخصیت احساسی او مقاومت کند. بنابراین رابطه آنها شروع شد. افسون تمام قواعد زندگی خود را زیر پا گذاشت. باریش به آرامش می‌رسد در حالی که افسون پر از هیجان است. با وجود مخالفت پدرش تصمیم می‌گیرد که با باریش ازدواج کند. مرگ مادر افسون آنها را به هم نزدیک‌تر و وابسته‌تر می‌کند. اما تهدیدی که در برابر عشق‌شان وجود دارد، اختلال روانی باریش است که از ژن‌های خانواده‌اش رسیده است. اگرچه که باریش تلاش می‌کند که این اختلال‌روانی را که به آرامی دارد او را فرا می‌گیرد را درمان کند، اما در مقطعی او متوجه می‌شود که او در حال آسیب رساندن به افسون است. این شرایط باعث می‌شود که ذهن او درگیر توهمات شود و این فکر که شرایط هیچ‌وقت مثل قبل نخواهد شد. اگرچه که او می‌خواهد بهبود پیدا کند ولی او را مجبور به گرفتن تصمیم نهایی می‌کند.

## بازیگران و شخصیت‌ها
- چاغاتای اولوسوی (باریش آیاز)
- لیلا توغوتلو (افسون)
- حسین آونی دانیال (طارق)
- نازان کسال (سلما)
- مصطفی آوکیران (هایری)
- لاچین جیلان (ماجده)
- بختیار انگین
- ظفر آکیون (حیدر)
- دفنه کایالار
- توپراک ساغلام (فیلیز)

## موسیقی فیلم
چاغاتای اولوسوی ترانه خوشبختی بی‌پایان (به ترکی استانبولی: Mutlu Sonsuz) را برای این فیلم خواند. اشعار این ترانه را سزن آکسو نوشته است و موسیقی آن توسط سزن آکسو و اوزان بایراسا تنظیم و ساخته شده است. این ترانه تبدیل به آهنگی پرطرفدار با اجرای موفق از چاغاتای اولوسوی شد.
ترانه خوشبختی بی‌پایان تا ماه اکتبر سال ۲۰۲۱، ۵۲ میلیون‌بار بازدید داشته است. این ترانه با اجرای چاغاتای اولوسوی به یکی از آهنگ‌هایی تبدیل شد که بیشترین دفعات پخش را از رادیو دارد، و با قرار‌گرفتن در رتبه اول در بین ۱۰ آهنگ‌برتر خریداری‌شده در پلتفرم‌های دیجیتال، رکورد شکست.
نماهنگ و کلیپ این ترانه به تنهایی در حساب‌های رسمی‌ در رسانه‌های اجتماعی بیش از ۱۰ میلیون کلیک و بازدید داشته است و نام‌هایی مانند: سونر کابادایی، دمت آکالین، بیرول نام‌اوغلو، گوکسل و گلبن ارگن که در لیست خرید آهنگ در پلتفرم‌های دیجیتال قرار داشت را پشت‌سر گذاشت.